# 글렌 플러머
글렌 플러머(Glenn Plummer, 1961년 8월 18일 ~ )는 미국의 배우이다.

## 출연 작품
- 어메이징 메리 - 그렉 컬린 역
- 라비린스